# Scribe dans le Proche-Orient ancien

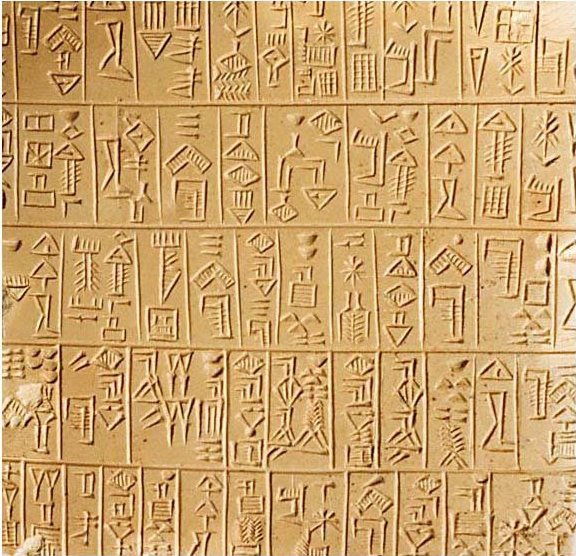
Collection Schøyen MS 3029. Inscription sumérienne sur une plaque de pierre couleur crème, mesurant 9,2 x 9,2 x 1,2 cm. Elle comporte 6+6 colonnes et 120 compartiments de texte en écriture cunéiforme archaïque monumentale, réalisée par un scribe expert. L’image est un détail montrant environ la moitié d’une face de la plaque. Le texte est une liste de « dons des nobles d’Adab à la grande prêtresse, à l’occasion de son élection au temple ».

Le scribe du Proche-Orient ancien était la personne pratiquant l'écriture, surtout cunéiforme, chargée de rédiger des textes, mais aussi d'en lire, ou bien d'organiser des classements dans des archives. Il pouvait approfondir sa spécialisation pour devenir qualifié dans un certain domaine. Tout savant devait avoir suivi une formation de scribe. On l'appelait en sumérien DUB.SAR (composé de DUB, « la tablette », et SAR, « inscrire », « écrire » donc : « celui qui écrit sur la tablette »), et en akkadien tupšarru(m) (forme akkadienne de DUB.SAR).
La complexité de l'écriture cunéiforme et la nécessité de former des scribes spécialisés dans différents domaines nécessitaient une formation souvent longue. Les scribes une fois formés exerçaient leur métier, qui pouvait recouvrir des pratiques très différentes. Leur rôle particulier, essentiel dans ces civilisations de l'écrit qu'étaient celles du Proche-Orient ancien (Mésopotamie, Syrie, Hatti, Élam, etc.) leur conférait un statut social particulier.

## Formation

### Organisation de l'enseignement
L'enseignement était prodigué dans un établissement spécialisé, l'ÉDUBBA/bīt tuppi(m) (« maison des tablettes »), à l'époque d'Ur III (XXIe siècle). Cette école dépendait souvent d'un palais ou d'un temple (auquel cas l'enseignant était un prêtre), hauts lieux de savoir, et servait à former les futurs cadres de l'administration du royaume. Mais pour les autres périodes, pas d'organisme soutenu par l'État : on formait les scribes surtout dans les temples, mais il existait aussi quelques écoles privées, ouvertes par un scribe travaillant à son propre compte. Les écoles visaient à former des scribes. Les études revenaient très cher, ce qui en faisait un privilège réservé aux plus riches personnages des classes urbaines. Elles étaient aussi réservées aux hommes (très peu de femmes ont été des scribes). L'école à l'époque d'Ur III était dirigée par un UMMIA/ummanu(m) (« spécialiste » en sumérien), appelé aussi « père de l'école » (les élèves étant les « fils de l'école »). Il était assisté par un enseignant appelé « grand frère », qui surveillait si les élèves accomplissaient leurs devoirs. Il pouvait aussi exister des enseignants spécialisés dans un domaine précis. On trouvait aussi des surveillants, tels le « chargé du fouet », qui s'occupait de la discipline. Les punitions corporelles étaient en effet courantes. Certains textes expliquent la dure vie des écoliers : travail harassant (du lever au coucher du soleil, avec une pause pour le déjeuner, et peu de jours de repos), punitions corporelles (au fouet), dureté du maître. On trouve même un récit montrant un père amadouant le maître de son fils par un bon repas et des présents.

### Contenu de l'enseignement
On connaît la teneur de l'enseignement grâce aux preuves retrouvées dans les ruines des écoles mésopotamiennes. Il est frappant de constater que les écoles dont on a retrouvé les restes en dehors de Mésopotamie, notamment en Syrie, nous montrent un enseignement identique. L'apprentissage du cunéiforme se fait partout de la même façon, les scribes non-mésopotamiens devant toutefois combiner la connaissance de leur langue maternelle et parfois l'écriture de celle-ci (élamite, hittite, hourrite, ougaritique, araméen, etc.) avec celle du sumérien (au moins à un niveau de base pour repérer les principaux idéogrammes), et de l'akkadien.
On voit dans les tablettes scolaires des exercices dans diverses matières de signes, de textes, pour l'apprentissage de l'écriture, traductions, exercices arithmétiques, et de nombreuses listes, servant pour apprendre diverses choses, de la grammaire aux langues. Ils constituaient un corpus de manuels scolaires. Cette masse de documents est utile pour notre connaissance des civilisations de l'Orient ancien, puisque de nombreux textes retrouvés par les archéologues sont issus des écoles, et qu'on est au fait des connaissances scientifiques de cette civilisation grâce à des textes scolaires, notamment les listes, en particulier les bilingues sans lesquelles on ne saurait presque pas lire des langues isolées comme le sumérien ou le hourrite.
Les premières années de scolarité, l'étudiant (alors âgé d'un peu plus de 6 ans) doit apprendre à lire, écrire et compter. Il apprend à manier le calame et la tablette, effectue des travaux de copie, de signes puis de textes, pour apprendre à écrire, s'initie au sumérien (la connaissance de cette langue restant nécessaire même après sa disparition), à l'orthographe, aux règles de grammaire, et au calcul.
Une fois les connaissances de base acquises (en deux ans environ), viennent les connaissances plus pratiques. L'enseignement est en effet destiné à former des scribes essentiellement pour les tâches administratives. Son but premier est d'apprendre aux scribes des connaissances dans les domaines de la comptabilité et des mathématiques en général, de la rédaction de textes juridiques et administratifs, religieux, du secrétariat, etc. On apprenait aussi la pratique des langues étrangères (grâce à de véritables dictionnaires bilingues), auquel cas le scribe s'oriente vers la traduction. Une fois les études finies, le scribe allait travailler dans un palais, un temple, ou chez un riche particulier, pour être secrétaire, ou comptable.
Mais les étudiants n'allaient pas tous vers cette formation professionnelle. Ils pouvaient se spécialiser dans certains domaines, pour devenir des enseignants ou de véritables savants (bien que souvent on combinât les deux). Les scriptoria des temples devenaient de grands lieux de la culture mésopotamienne. On y rédigeait toutes sortes d'ouvrages érudits, on y recopiait et analysait les grandes œuvres, tout en en écrivant de nouvelles.

### L'apprentissage des écritures alphabétiques
À partir de la première moitié du IIe millénaire av. J.-C., les premiers alphabets sont mis au point au Levant. Le premier qui nous soit documenté de façon conséquente est l'alphabet ougaritique, de forme cunéiforme et encore écrit sur des tablettes d'argile. Plus tard vient l'alphabet phénicien, linéaire et écrit surtout sur parchemin ou papyrus, et ses successeurs, l'alphabet araméen étant celui qui connut le plus de succès en s'imposant comme la forme d'écriture la plus répandue dans le Proche-Orient à partir du deuxième quart du Ier millénaire. L'apprentissage de cette forme d'écriture était beaucoup plus simple que celui du cunéiforme syllabique et idéographique. Désormais, il n'y avait qu'une vingtaine de signes à apprendre pour savoir écrire (aucun de ces alphabets ne notait les voyelles). On avait mis au point un ordre précis des lettres alphabétiques, sans doute pour faciliter leur apprentissage. En dehors de cela, il est probable que le contenu de l'enseignement reste de même nature, mais la disparition des supports sur lesquels étaient écrits ces alphabets nous empêche d'en savoir plus. Seul l'alphabet ougaritique nous a laissé un nombre important d'archives.

## Fonction
Le métier de scribe s'exerçait dans des domaines différents, avec des capacités différentes. Il semble qu'en fait il y ait eu plus de personnes capables de lire voire d'écrire le cunéiforme qu'on ne le pensait auparavant, bien que quelquefois ces capacités fussent limitées. C'est au moins le cas pour le milieu des marchands, qui a recours à l'utilisation de nombreuses tablettes pour les contrats, la comptabilité. Mais il n'en demeure pas moins que la difficulté que représentait l'apprentissage de l'écriture cunéiforme limitait le nombre de personnes capables de lire et d'écrire. Et par ailleurs, même quand l'écriture alphabétique, bien plus simple que le cunéiforme, apparut et se généralisa au début du Ier millénaire, la part de population alphabétisée resta limitée (bien qu'elle fût quand même plus importante qu'auparavant).
Les scribes exerçaient leurs fonctions dans divers domaines. Ils travaillaient généralement pour l'administration des temples ou des palais. Les scribes au service de particuliers étaient rares (on en trouvait au service des marchands). Ceux qui avaient les capacités les moins importantes rédigeaient des contrats (achat, vente, prêt, location, mariage, etc.), pour les évènements de la vie quotidienne. Généralement, il existait des formules-types pour les textes (des sumérogrammes généralement, parfois même des akkadogrammes dans des textes en hittite), qui se retrouvent quasiment toujours pour une même époque, ce qui témoigne du caractère uniforme de la formation et de tout ce qui touche à l'écriture pour un endroit et un lieu donné. Les scribes prenaient généralement des notes sur de petites tablettes-brouillons, avant de rédiger le texte sur une tablette de meilleure qualité avec les formules d'usage.
Les scribes du niveau le plus élevé, qui sont quasiment tous des prêtres (exorcistes, astrologues, lamentateurs, etc.), avaient un répertoire très étendu : ils connaissaient le sumérien, langue prestigieuse de la vieille culture mésopotamienne, lisaient et recopiaient des ouvrages spécialisés (textes religieux, scientifiques, historiques, etc.). Les meilleurs scribes travaillaient directement pour le compte du roi ou dans les grands temples. Certains parlaient plusieurs langues, et servaient de traducteurs. Les prêtres, notamment les exorcistes et les devins, mais aussi les spécialistes du culte, devaient savoir lire pour apprendre les rituels à effectuer dans des recueils de tablettes spécialisés dans les pratiques religieuses. Certains ont rédigé des œuvres importantes. Généralement, le nom du scribe qui a rédigé une œuvre est inconnu. On connaît cependant le nom de certains d'entre eux, comme Sîn-leqi-unninni, rédacteur de l'Épopée de Gilgamesh, Aba-Enlil-dari, qui a écrit les Conseils de sagesse, Esagil-kīn-ubbib, auteur de la Théodicée babylonienne, et Kabti-ilāni-Marduk, qui a écrit l'Épopée d'Erra. Tous sont en fait des prêtres des plus grands temples mésopotamiens, c'est-à-dire ceux qui ont reçu l'éducation la plus poussée, au point d'être de vrais savants. On ne peut les considérer comme de simples scribes.

## Conditions de travail
Le scribe devait avoir un niveau social assez élevé, car sa formation était coûteuse. Ils appartiennent généralement aux grandes familles de l'administration des palais ou des temples, aux riches familles marchandes, en somme aux familles de notables. La fonction de scribe s'exerçait souvent de père en fils. Il se forme ainsi des dynasties de scribes, qui à l'époque néo-babylonienne se réclament d'un ancêtre lointain qui est un grand scribe dont les œuvres sont passées à la postérité.
La rareté du nombre de lettrés aurait dû leur octroyer un statut social privilégié, mais il semblerait qu'en fait il n'en ait pas été ainsi. Les scribes ont pourtant un rôle essentiel dans la société : ils s'occupent de l'administration du royaume et des grands organismes (gestions des impôts, redevances, corvées, rations, enrôlement dans les armées, approvisionnement), et sans cela le pays paraît déréglé. Le scribe ne paraît pas bénéficier d'une trop grande considération sociale. À la cour des rois assyriens, les intellectuels semblent généralement bénéficier de moins de reconnaissance que les hauts fonctionnaires, ou les militaires.